# أوليغ ميتيايف
أوليغ يوريفيتش ميتيايف (بالروسية: Олег Юрьевич Митяев)‏ (وُلد عام 1974 وقُتلَ في 15 آذار/مارس 2022) كان لواءً روسيًا قُتل خلال الغزو الروسي لأوكرانيا عام 2022.

## السيرة الذاتيّة
كان ميتاييف قائد الفرقة 150 للبنادق الآلية الروسيّة منذ عام 2020. قالت أوكرانيا إنه قُتل أثناء مشاركته في حصار ماريوبول خلال الغزو الروسي لأوكرانيا عام 2022، على يد كتيبة آزوف حسبما ورد، وهذا جعله رابع جنرال روسي يُقتل خلال غزو عام 2022. تعتقدُ مصادر غربيّة أنَّ السلطات الروسيّة نشرت نحوَ 20 جنرالًا داخل أوكرانيا، ورد أنَّ أربعة منهم لقوا مصرعهم.